# Nawaf Al-Humaidan
Nawaf Abdullah Al-Humaidan (in arabo نواف الحميدان‎?; Al Kuwait, 8 marzo 1981) è un calciatore kuwaitiano, centrocampista del Kazma Sporting Club.

## Carriera

### Nazionale
Esordisce con la  Nazionale kuwaitiana nel 2004

Ha disputato con la selezione olimpica le olimpiadi di Sydney 2000.